# Chalciporus piperatus
Chalciporus piperatus (Pierre Bulliard, 1790) ex Frédéric Bataille, 1908)  sin. Boletus piperatus (Pierre Bulliard, 1790) din încrengătura Basidiomycota în familia Boletaceae și de genul Chalciporus, numit în popor untoasă piperată, este o ciupercă comestibilă care coabitează, fiind un simbiont micoriza (formează micorize pe rădăcinile arborilor). Specia se dezvoltă în România, Basarabia și Bucovina de Nord de la câmpie la munte, foarte des, crescând în grupuri mai mici pe soluri sărace și acide prin păduri de conifere sau mixte, numai sub molizi și pini, arborii săi preferați de simbioză, între timp de asemenea în plantații de conifere. Timpul apariției este din iulie până în octombrie.

## Descriere

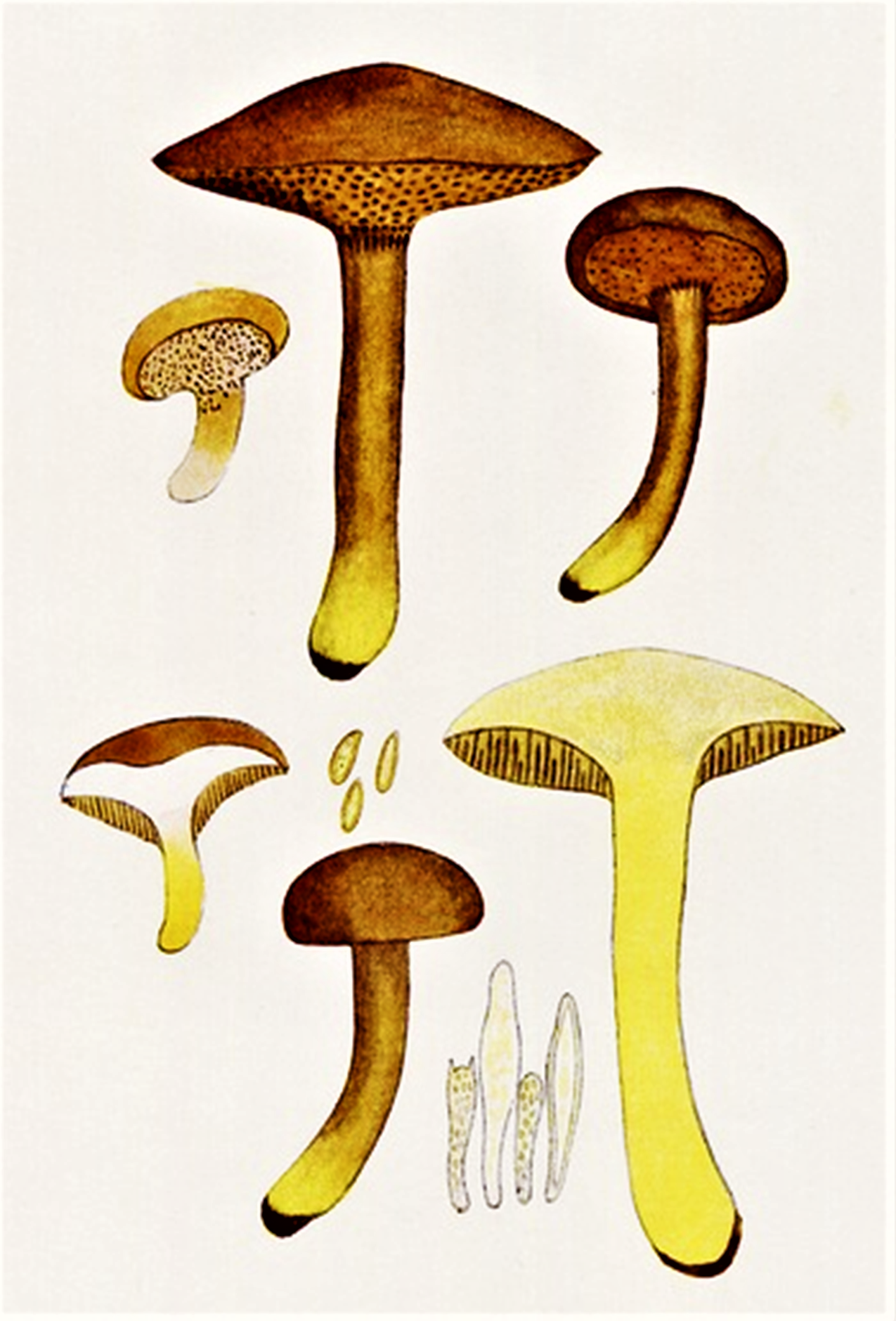
Bres.: Boletus piperatus

- Pălăria: Ea are un diametru de 3-7 cm, este destul de subțire și moale, fiind inițial semisferică cu marginea răsfrântă în jos, apoi convexă și la bătrânețe aproape plată, arătând din când în când un mic gurgui. Prezintă la maturitate de obicei o bordură albicioasă pe o margine atunci ascuțită și mai lungă decât stratul sporifer. Cuticula este netedă și lucioasă pe vreme uscată, dar lipicioasă până vâscoasă la umezeală. La secete devine solzoasă și capătă crăpături. Ea nu se separă ușor de pălărie, maximal pe o treime din diametru. Coloritul variază între galben-ocru, gălbui-maroniu și brun ca scorțișoara.

- Tuburile și porii: sporiferele au o lungime de 3-10 mm, sunt portocalii până brun-ruginii, compuse din 3-4 tubulețe mai scurte, unghiulare, la început aderate, ulterior ușor decurente la picior precum dificil separabile de pălărie. Porii sunt colțuroși și relativ neregulați, destul de largi, dar devenind mai strâmți spre margine, fiind inițial portocalii, mai târziu de aceiași culoare cu tuburile, dar mereu mai închiși decât pălăria.
- Piciorul: are o înălțime de 4-7 cm și o lățime de 0,7-1,1 cm, este neted, cilindric, adesea îndoit, plin, destul de subțire dar ușor elastic, de un colorit ca pălăria sau ceva mai deschis, devenind spre bază galben ca lămâia. Acolo se pot vedea hifele galbene ale miceliului, puternic înrădăcinate în pământ. Tulpina nu prezintă un inel.
- Carnea: este în pălărie destul de subțire, în tinerețe tare, devenind moale cu maturitatea și cu nuante roșiatice, iar în picior ceva fibroasă și galbenă ca lămâia. Ea nu se decolorează după tăiere. Mirosul este plăcut, slab fructuos sau de ciuperci, gustul extrem de iute.
- Caracteristici microscopice: are spori ruginiu-roșiatici, hialini (translucizi), netezi și fusiformi cu o mărime de 3-6 x 0,8-1,2 microni. Pulberea lor este brun-roșiatică.[3][4]
- Reacții chimice: Porii și piciorul buretelui se colorează cu Hidroxid de potasiu brun închis.[5][6]

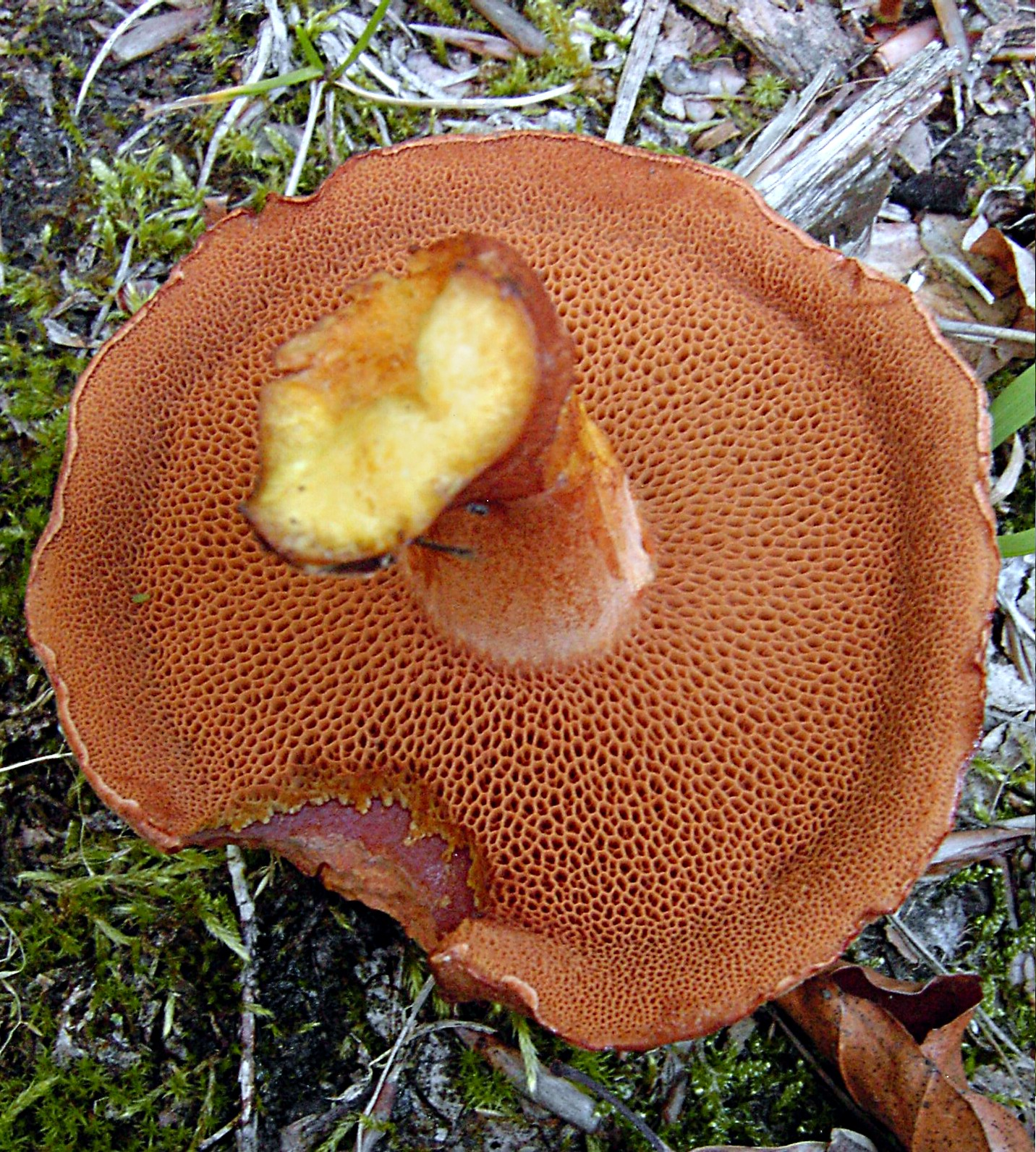
Ch. piperatus, spori
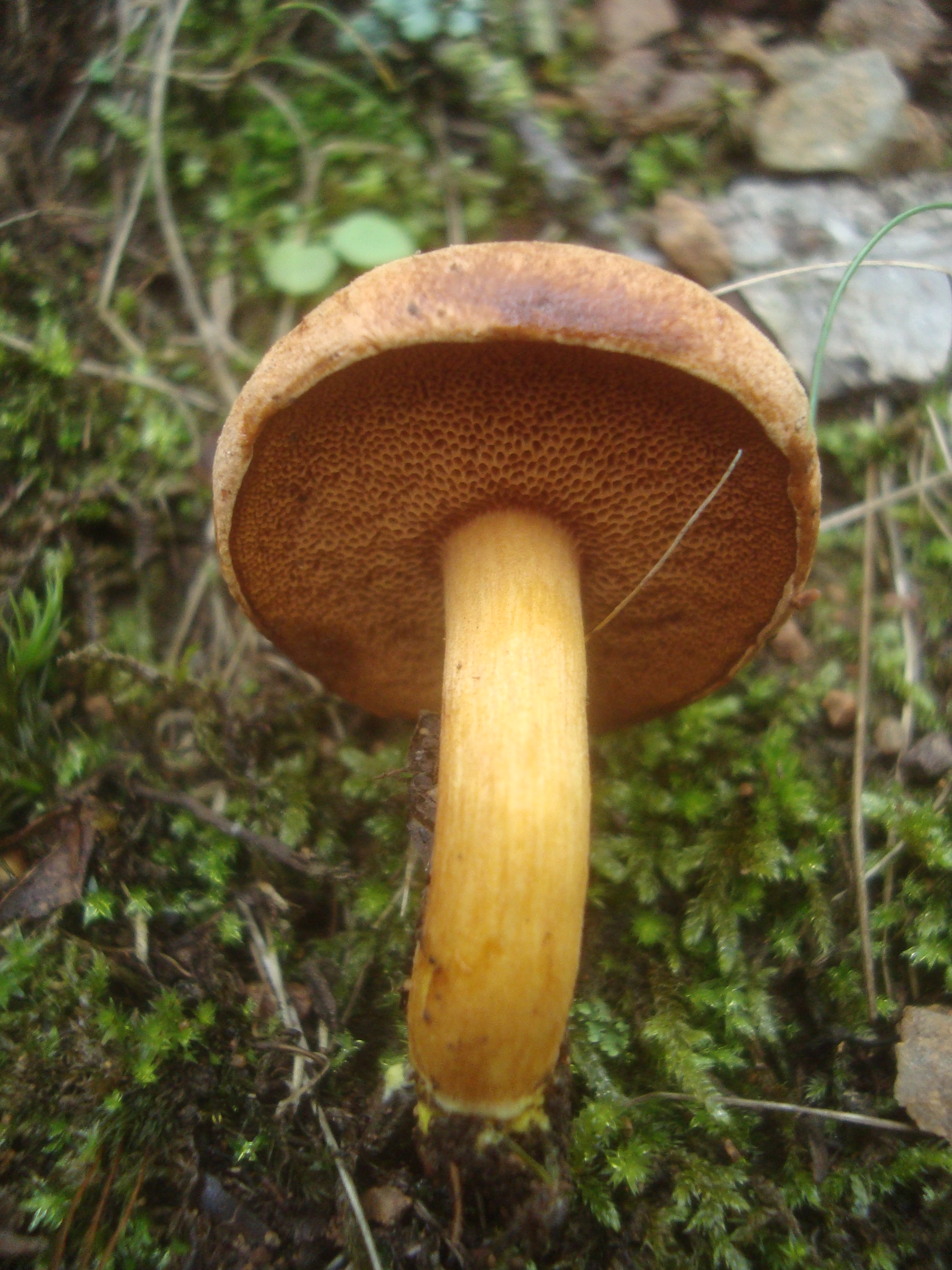
Ch. piperatus, pori și picior
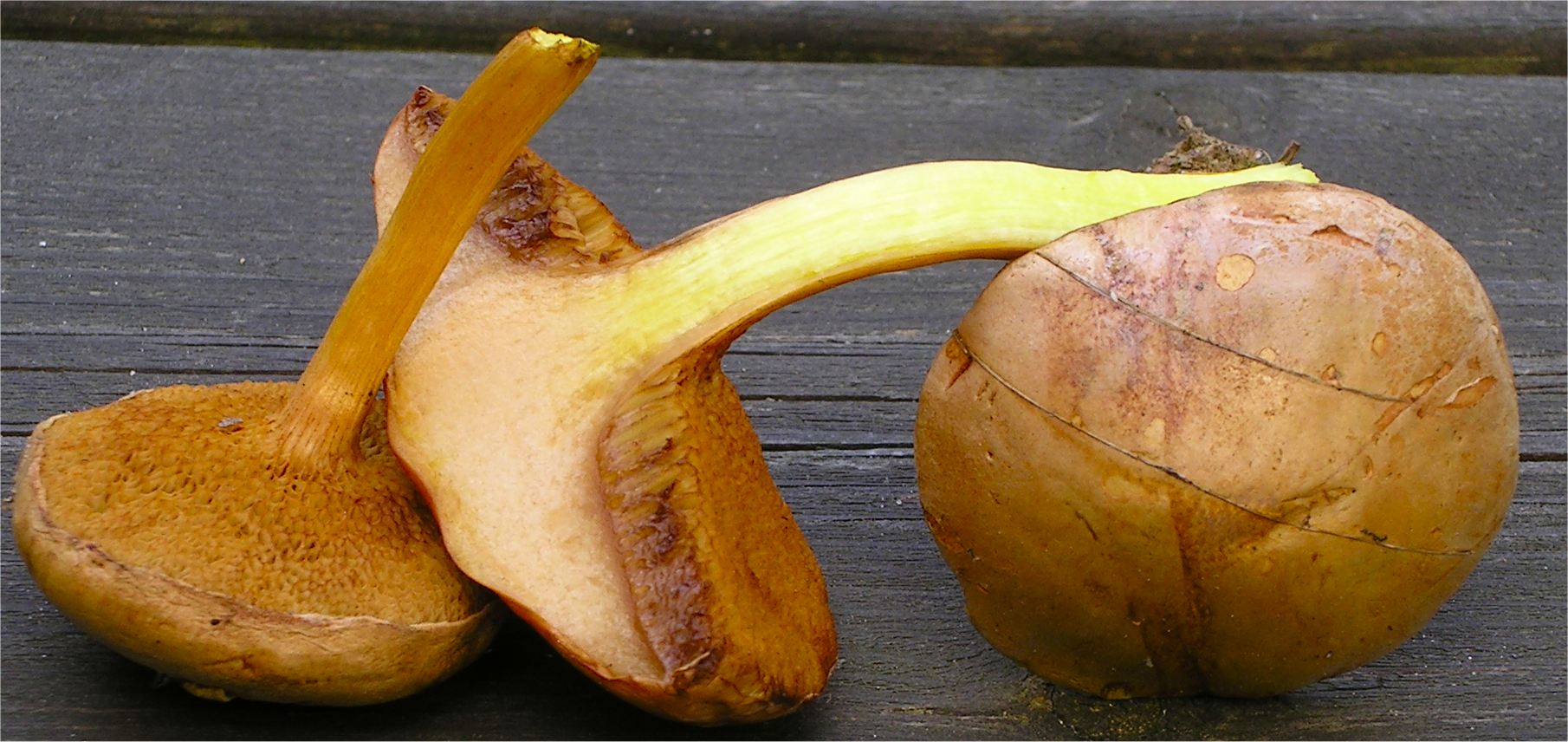
Ch. piperatus, secțiune longitudinală
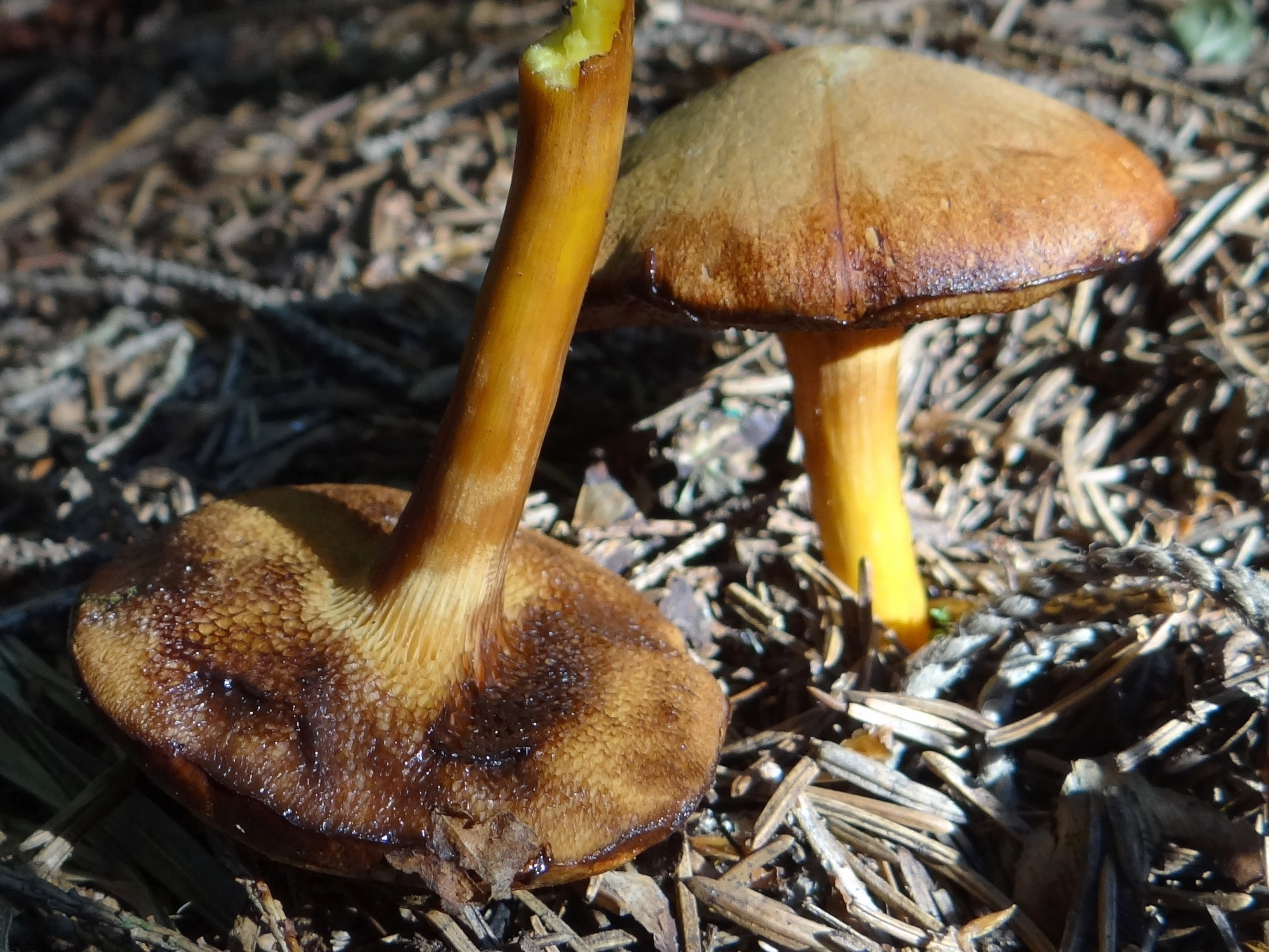
Ch. piperatus bătrâni
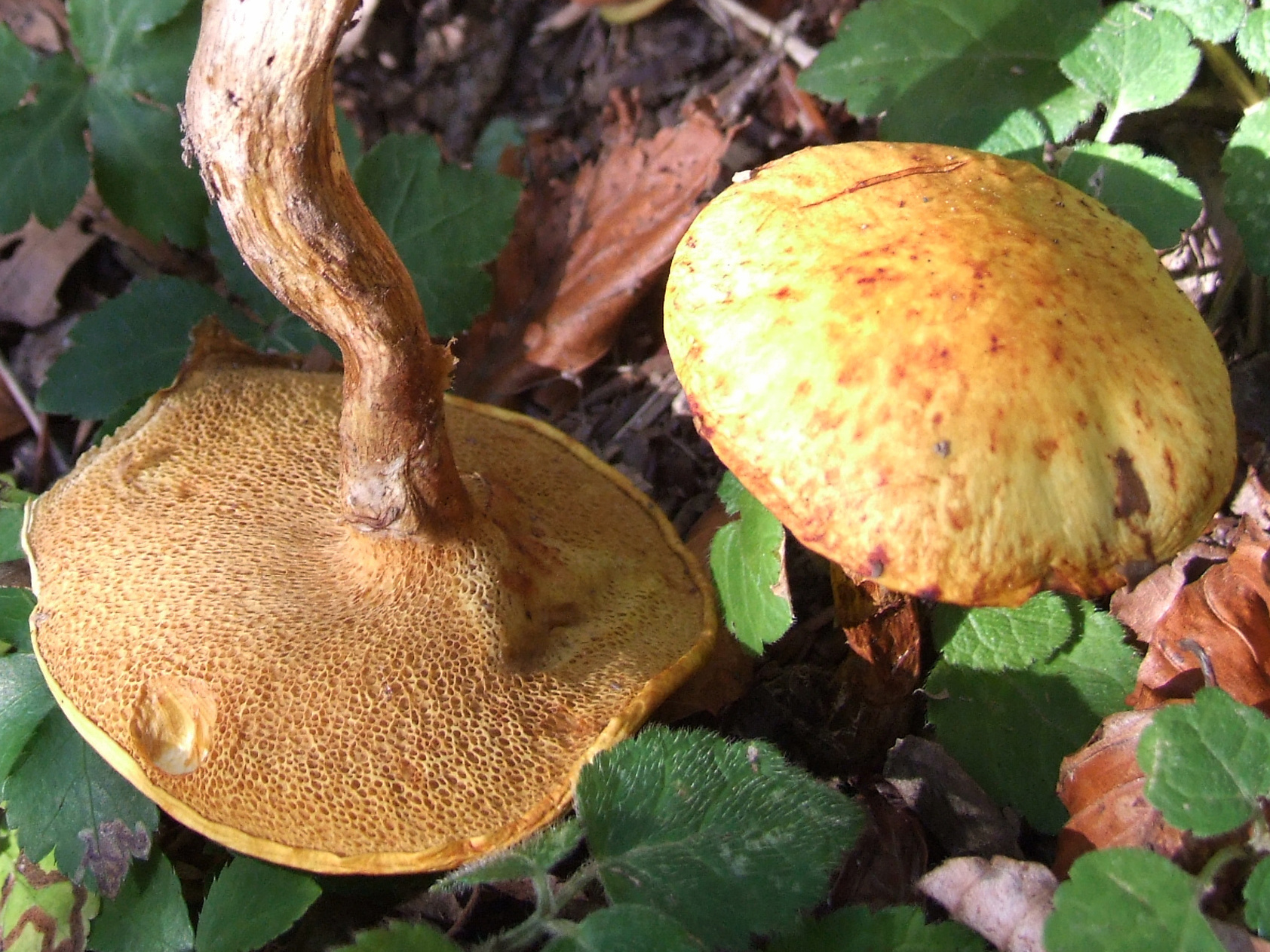
Ch. piperatus mai deschiși

## Confuzii
Dacă nu se dea seama de gustul extrem de iute, buretele poate fi confundat cu gemenul său Chalciporus amarellus care însă poartă pori rozalii, nefiind iute ci amar și astfel  necomestibil precum cu alte specii mai mult sau mai puțin comestibile din familiile Boletaceae și Suillaceae, ca de exemplu cu: Boletus ferrugineus sin. Xerocomus ferrugineus, Boletus subtomentosus Suillus bovinus, Suillus bresadolae, Suillus cavipes, Suillus collinitus, Suillus flavidus, Suillus granulatus, Suillus tridentinus, Suillus plorans, Suillus variegatus, Suillus viscidus (se dezvoltă sub larici) Xerocomellus chrysenteron Xerocomus spadiceus și Xerocomellus porosporus sin. Boletus porosporus, Xerocomellus pruinatus sin. Boletus pruinatus, Xerocomus pruinatus, Xerocomus subtomentosus respectiv Gyrodon lividus, din familia Paxillaceae.

## Specii asemănătoare în imagini

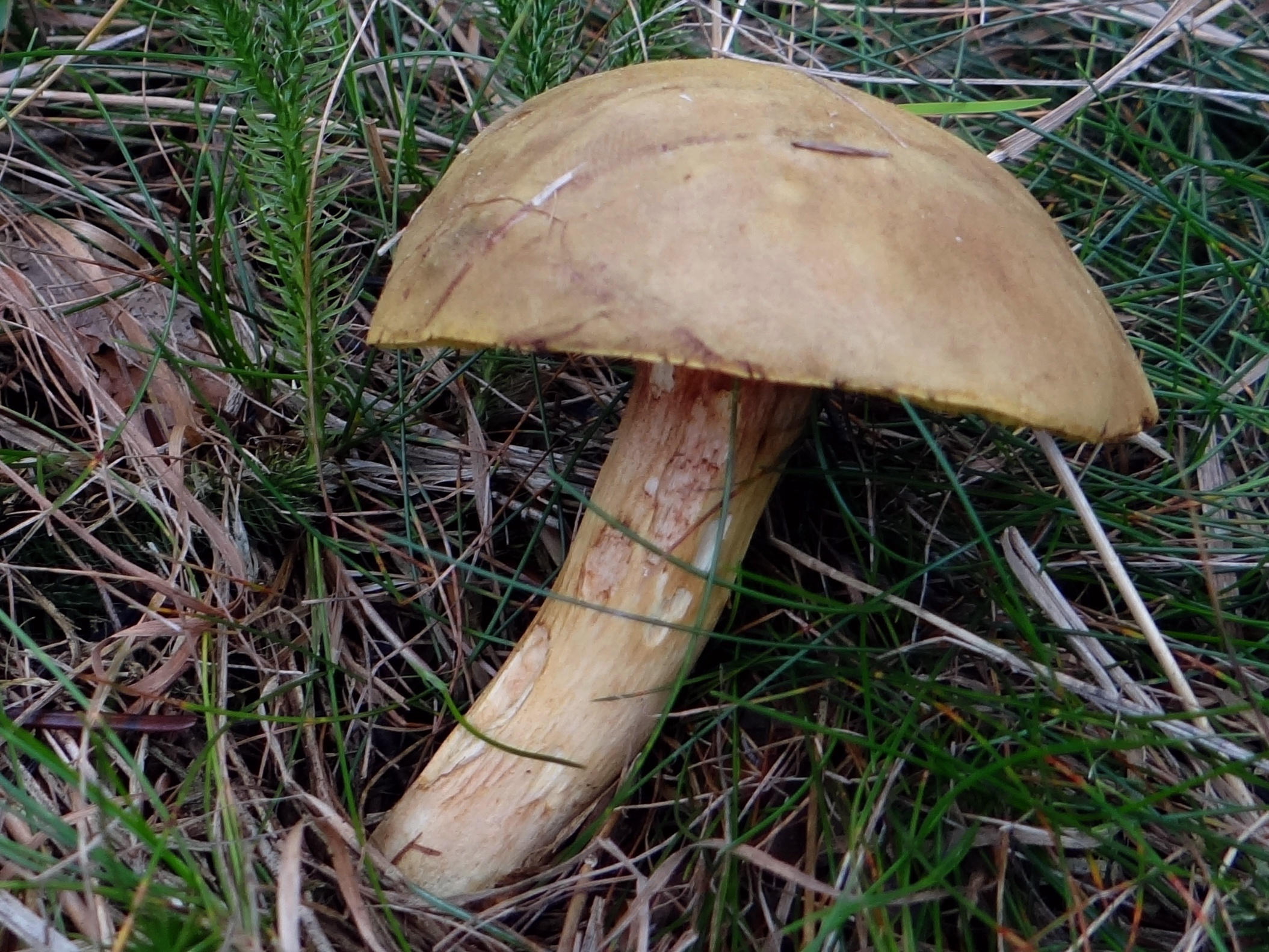
Boletus ferrugineus
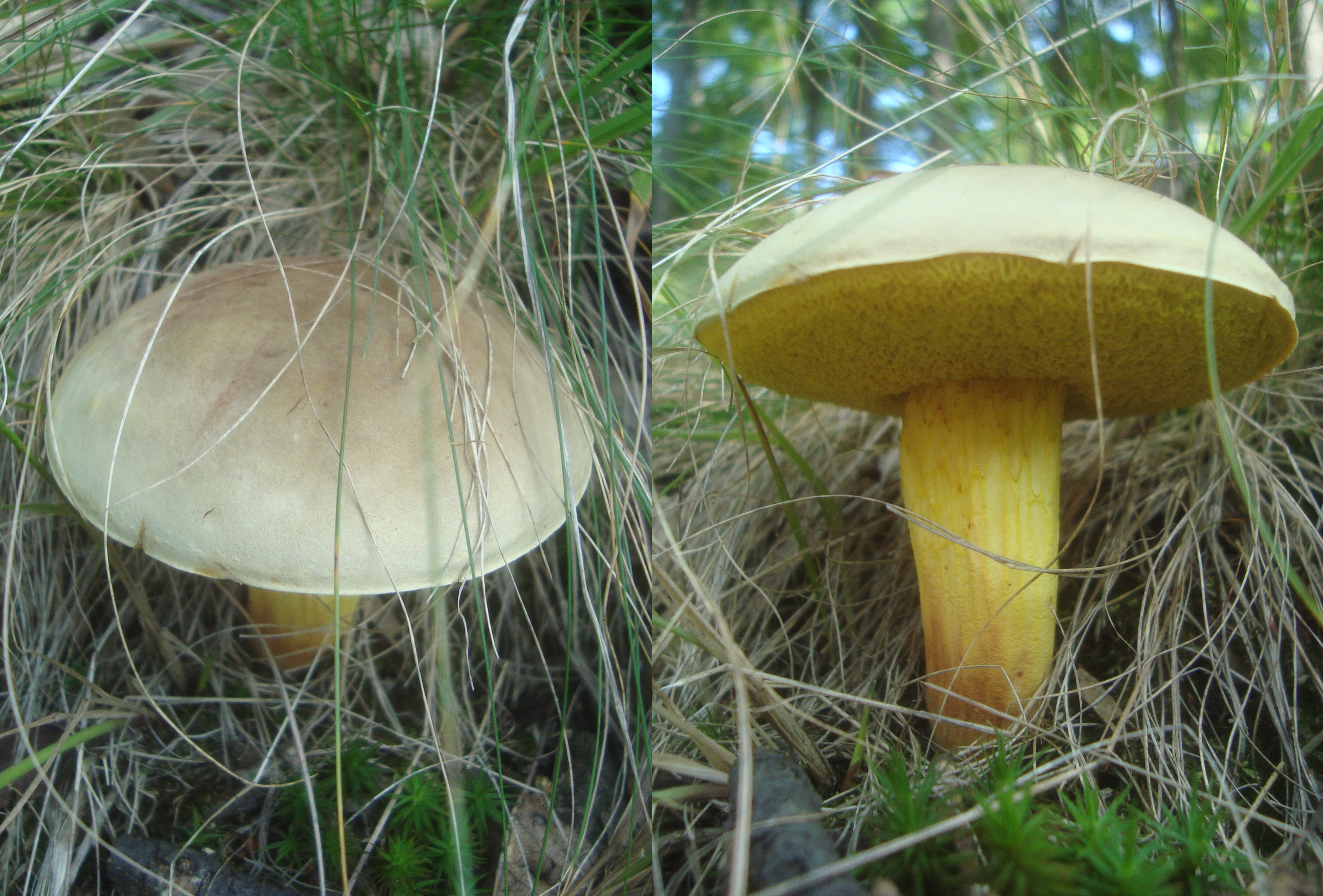
Boletus subtomentosus
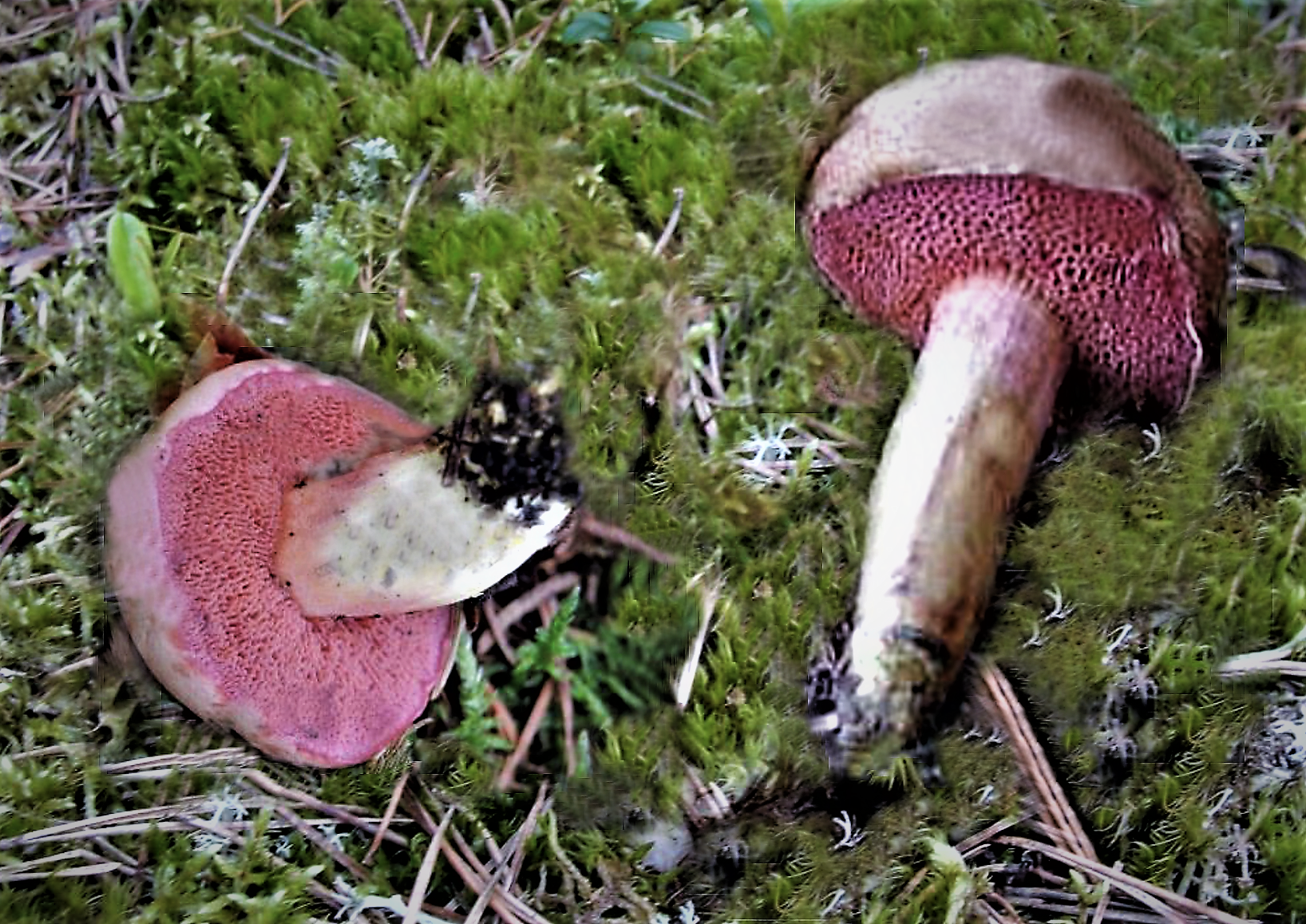
Chalciporus amarellus
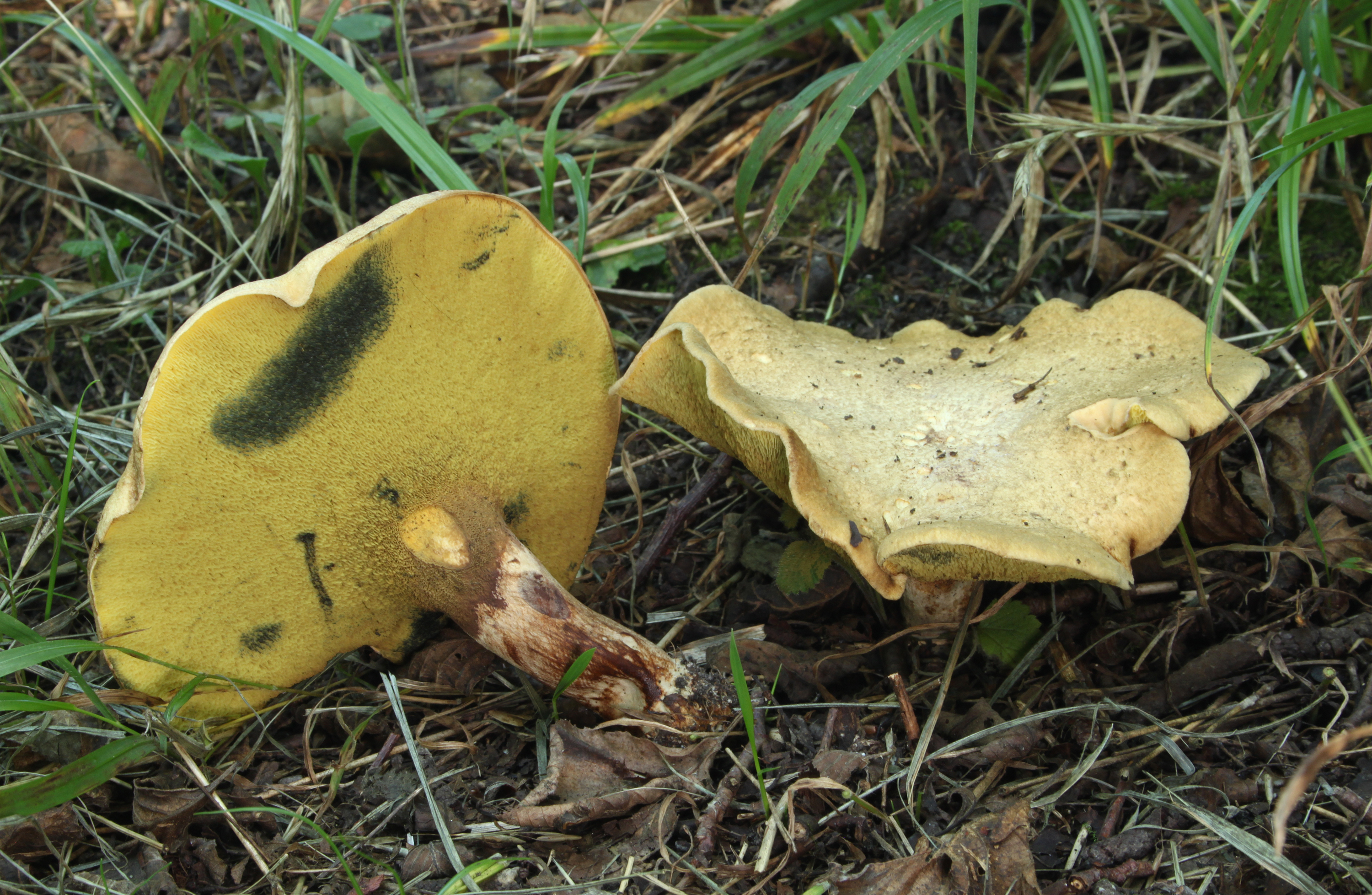
Gyrodon lividus
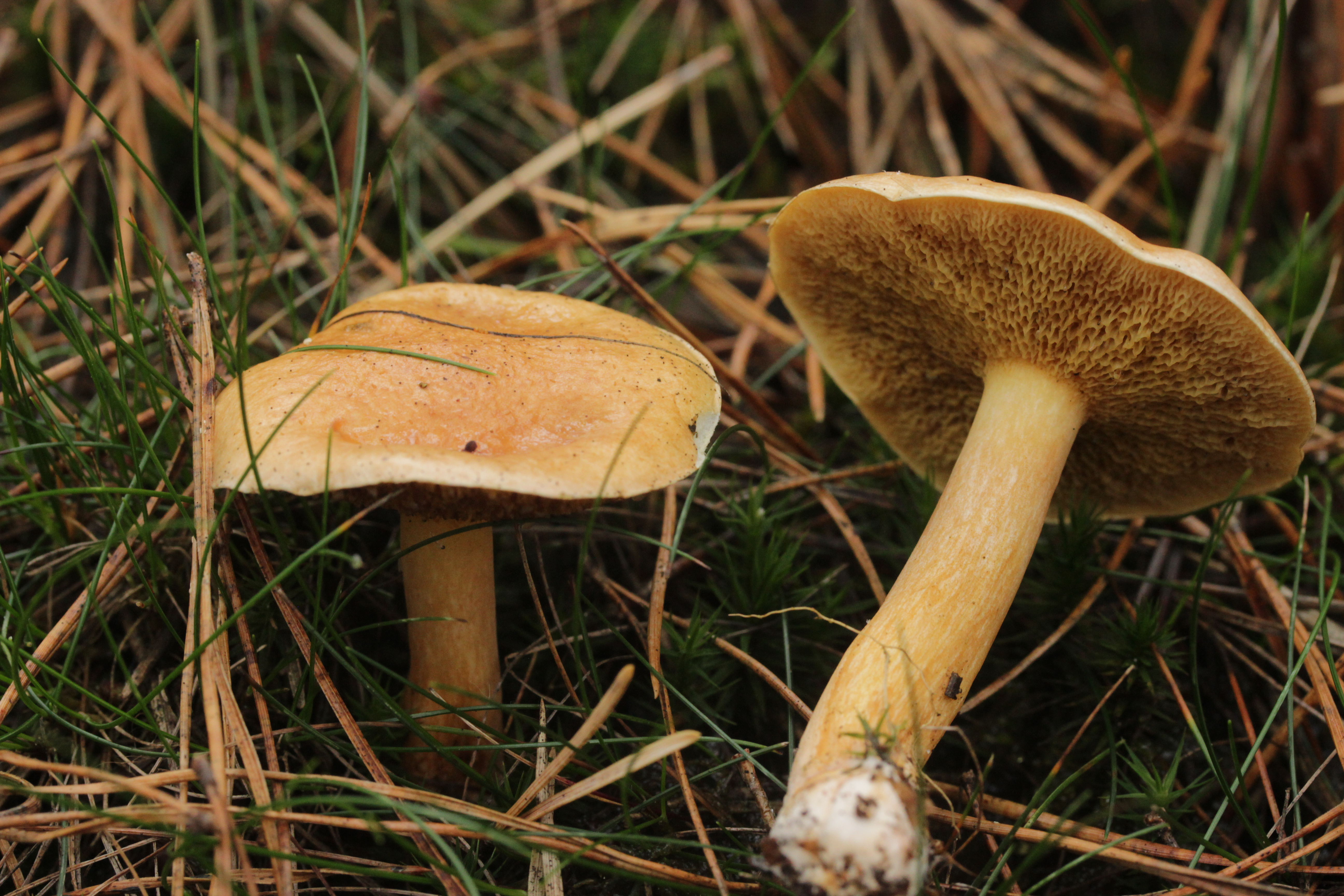
Suillus bovinus
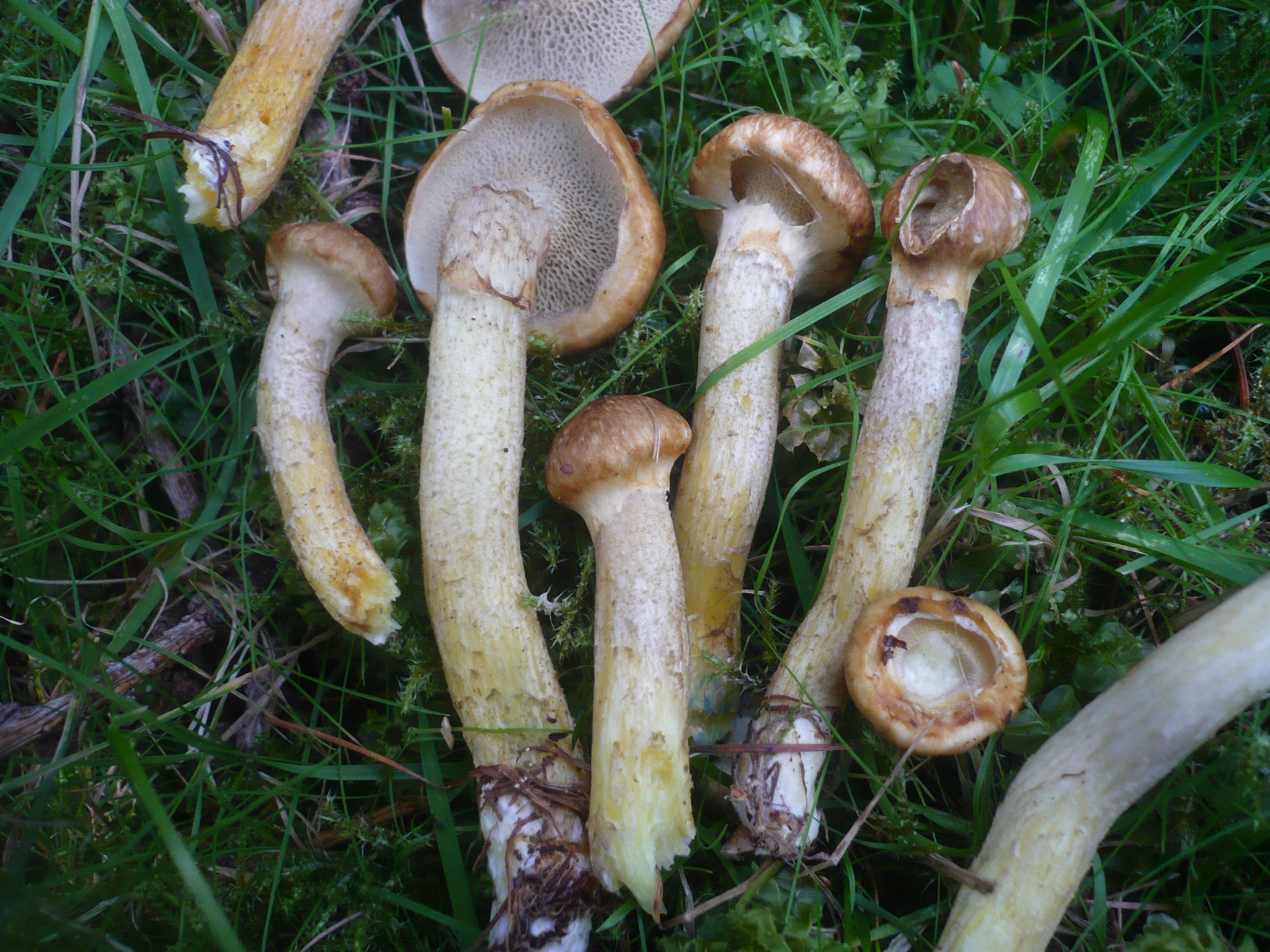
Suillus bresadolae
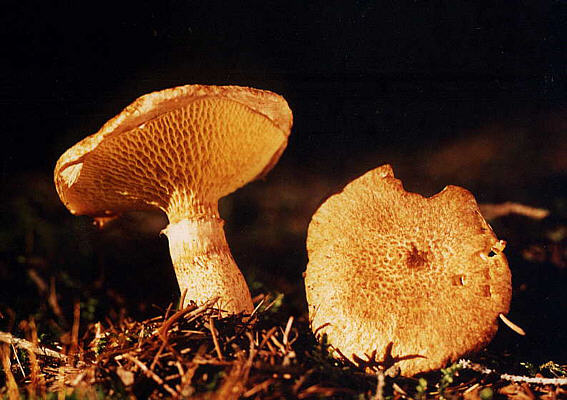
Suillus cavipes
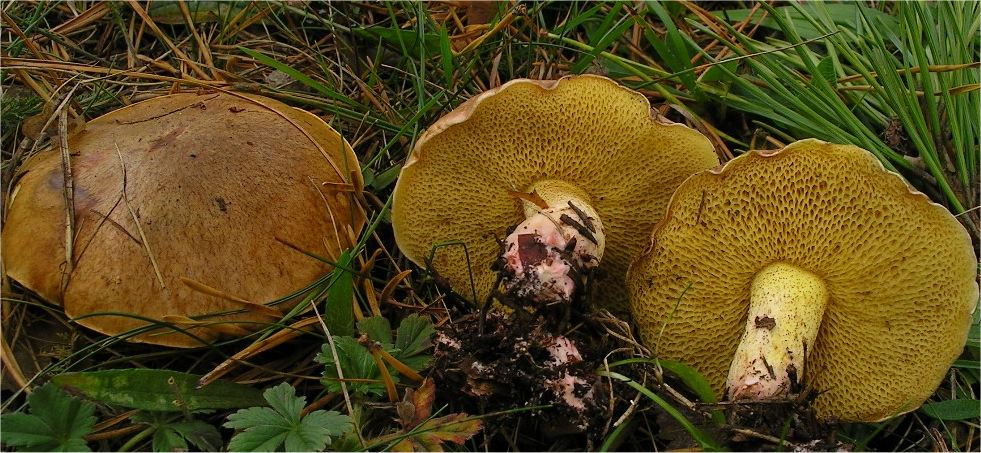
Suillus collinitus
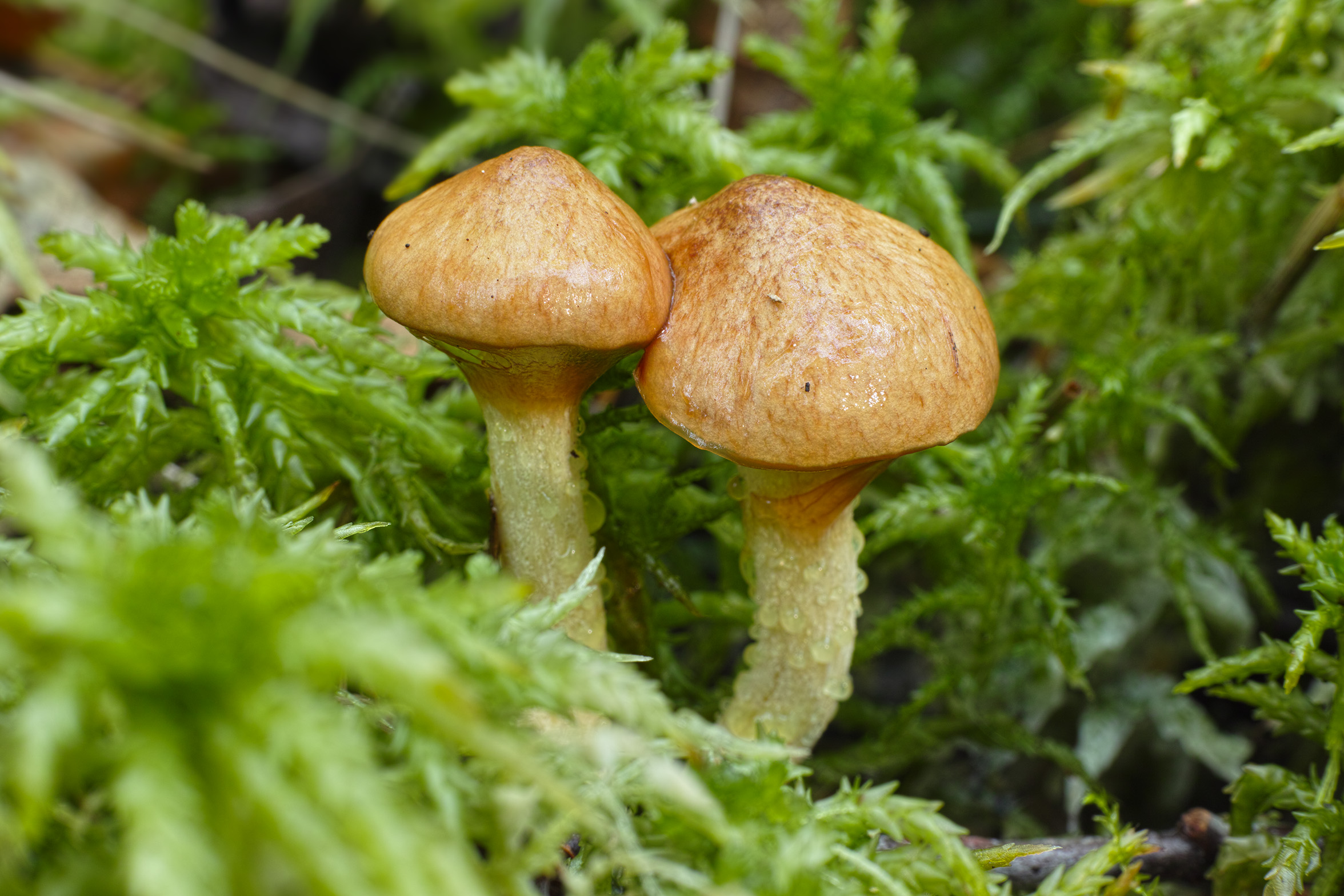
Suillus flavidus

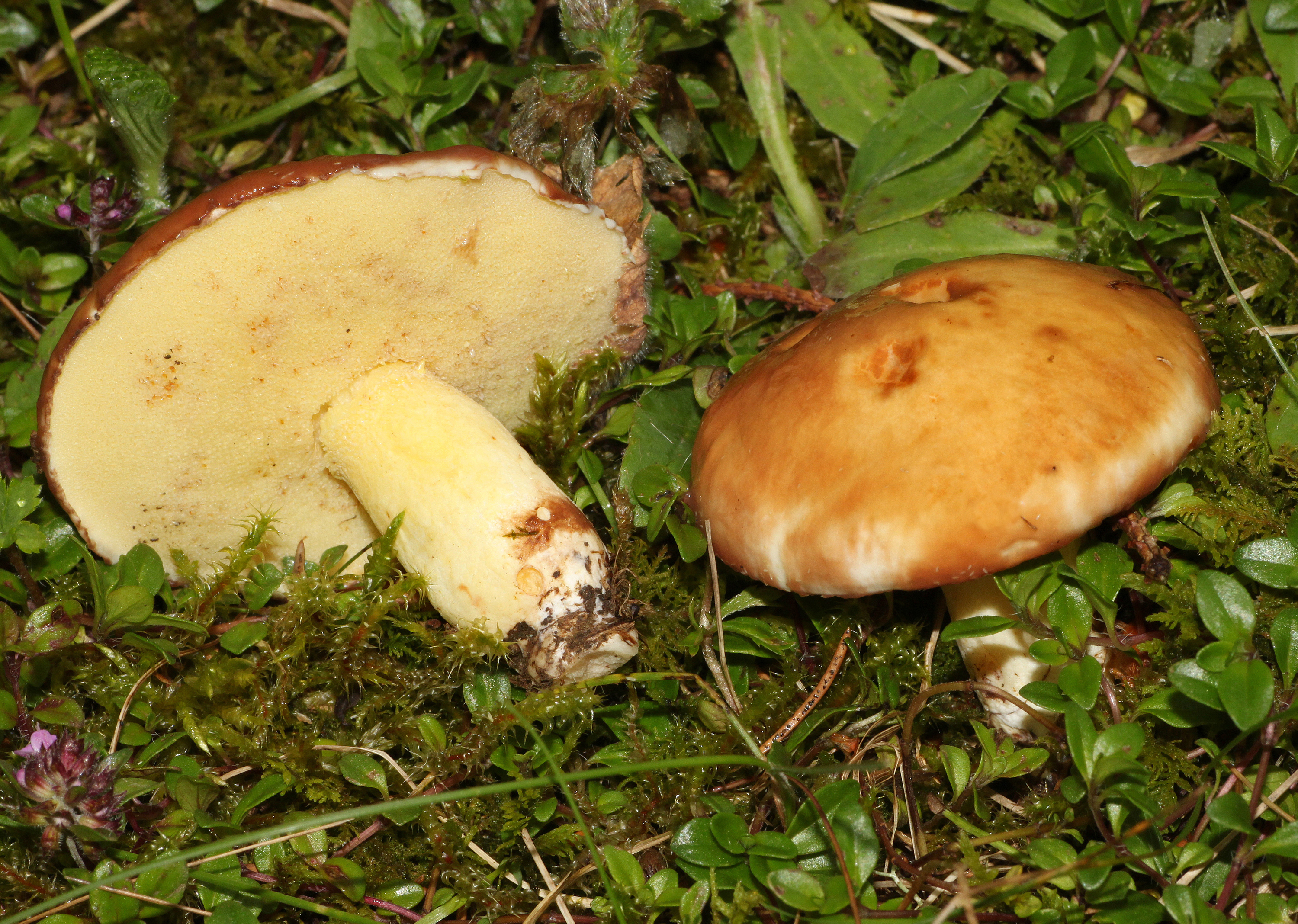
Suillus granulatus
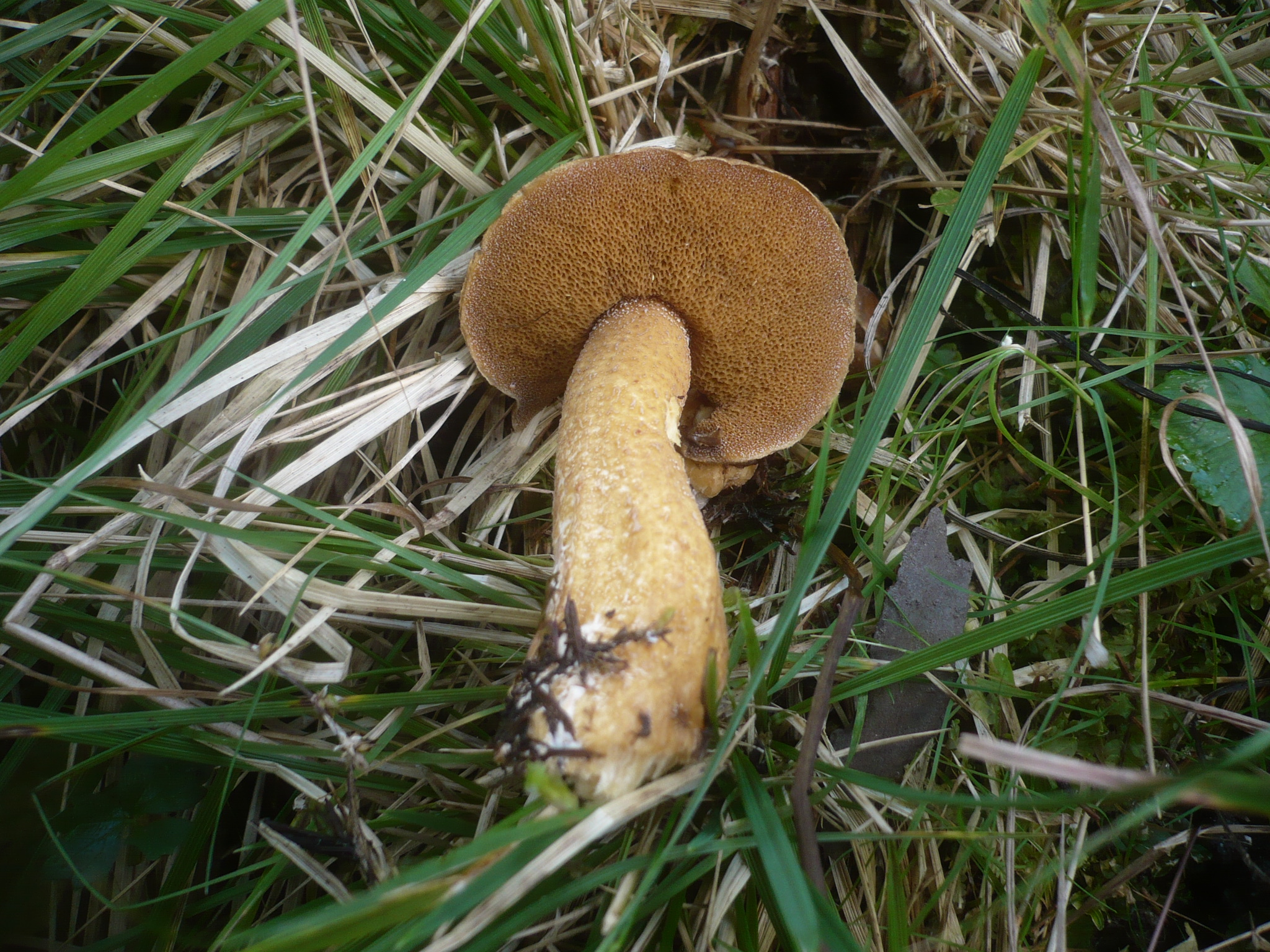
Suillus plorans
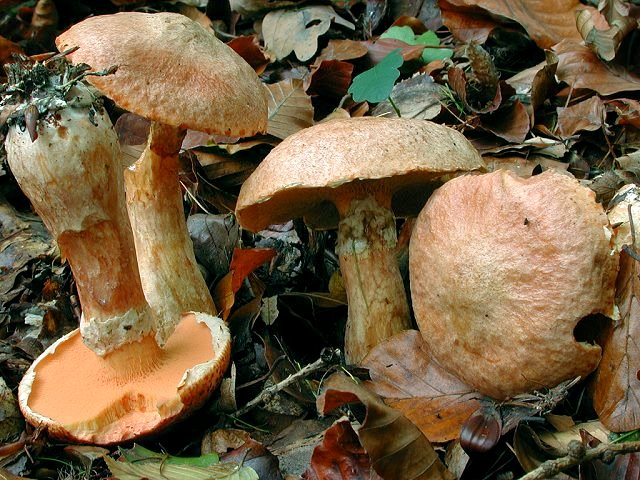
Suillus tridentinus
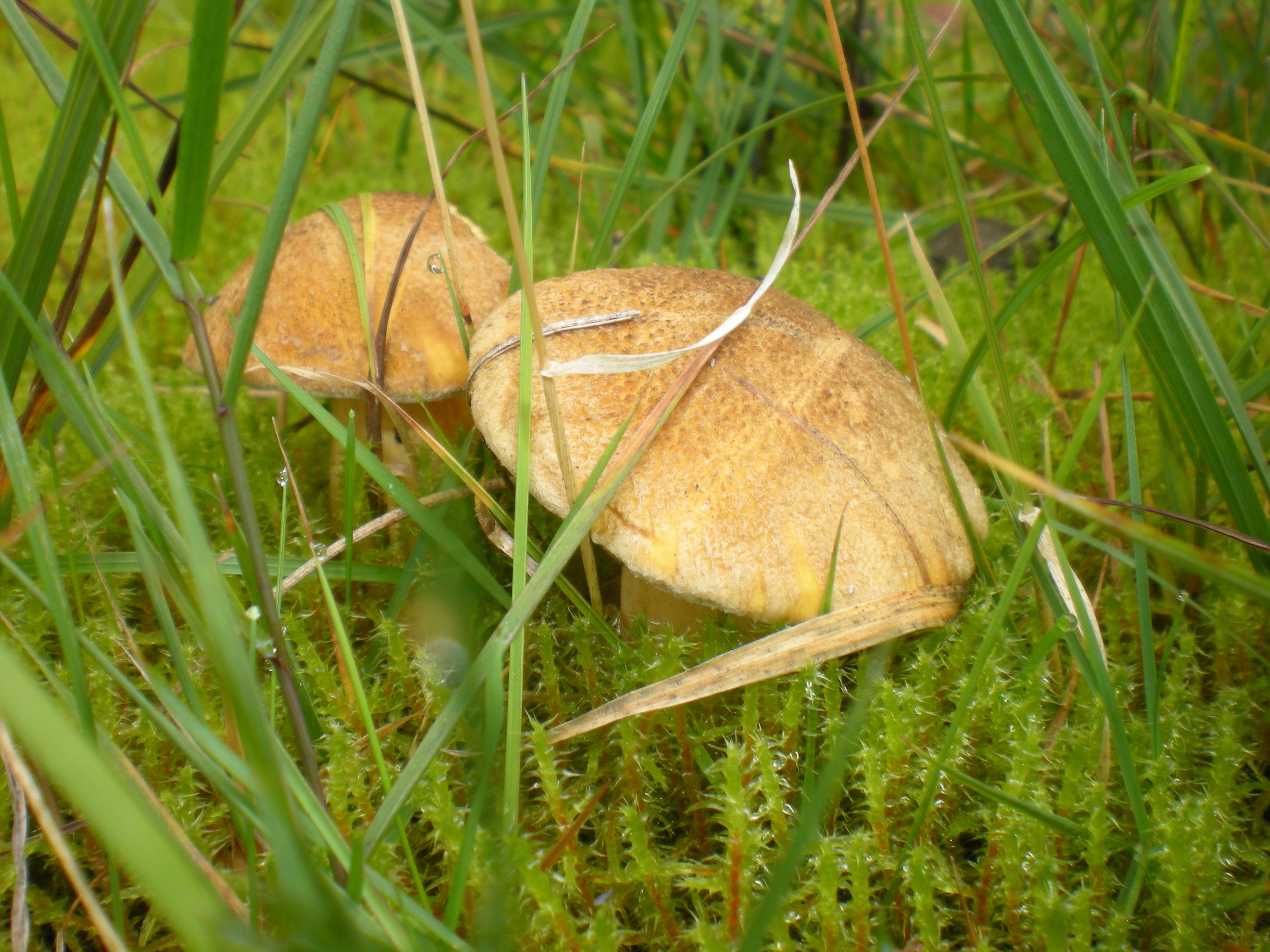
Suillus variegatus
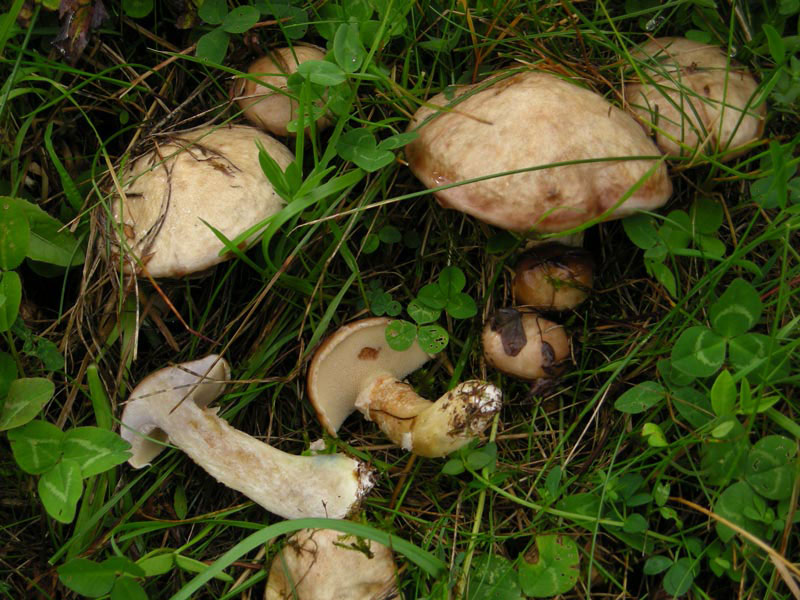
Suillus viscidus
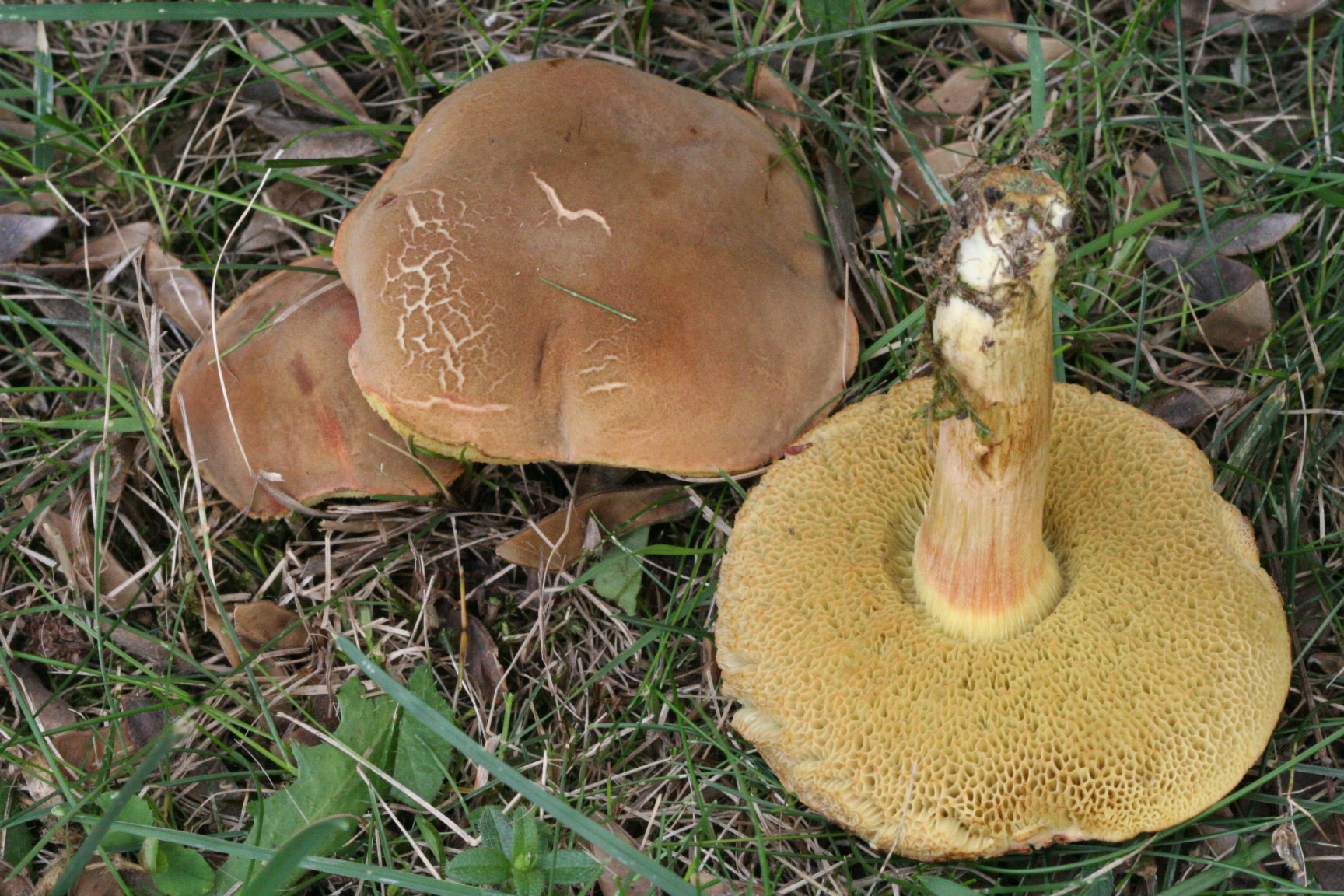
Xerocomus chrysenteron
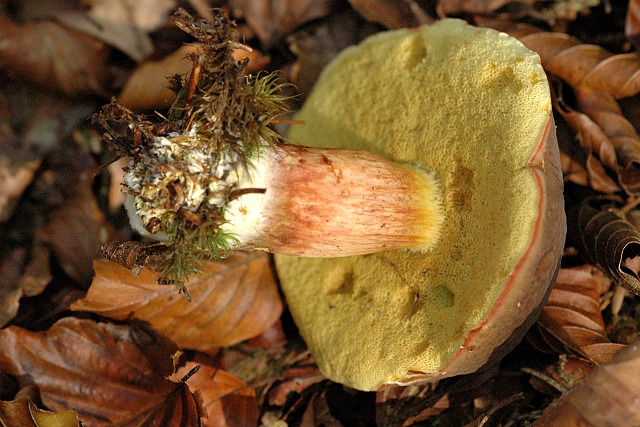
Xerocomellus pruinatus
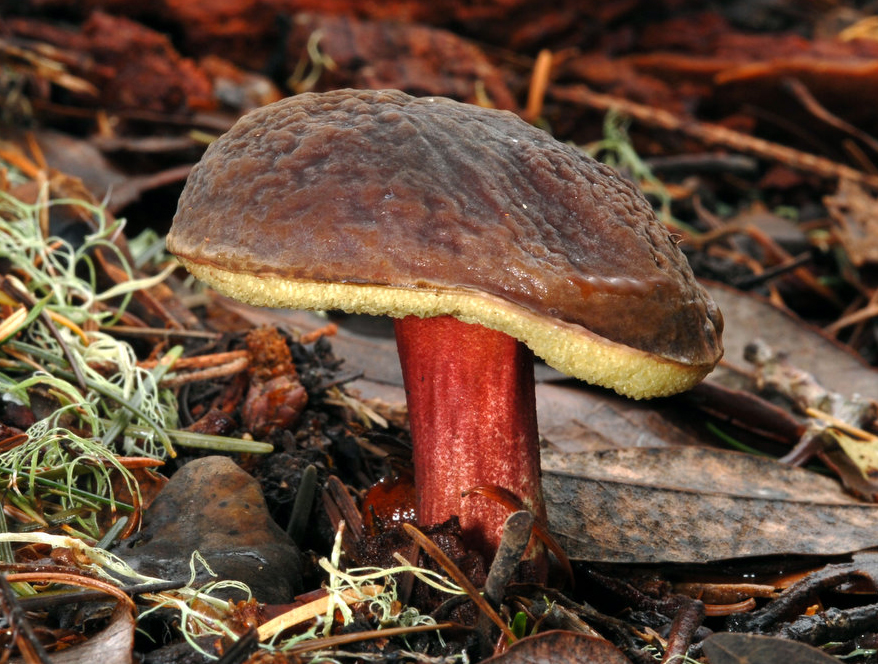
Xerocomellus zelleri
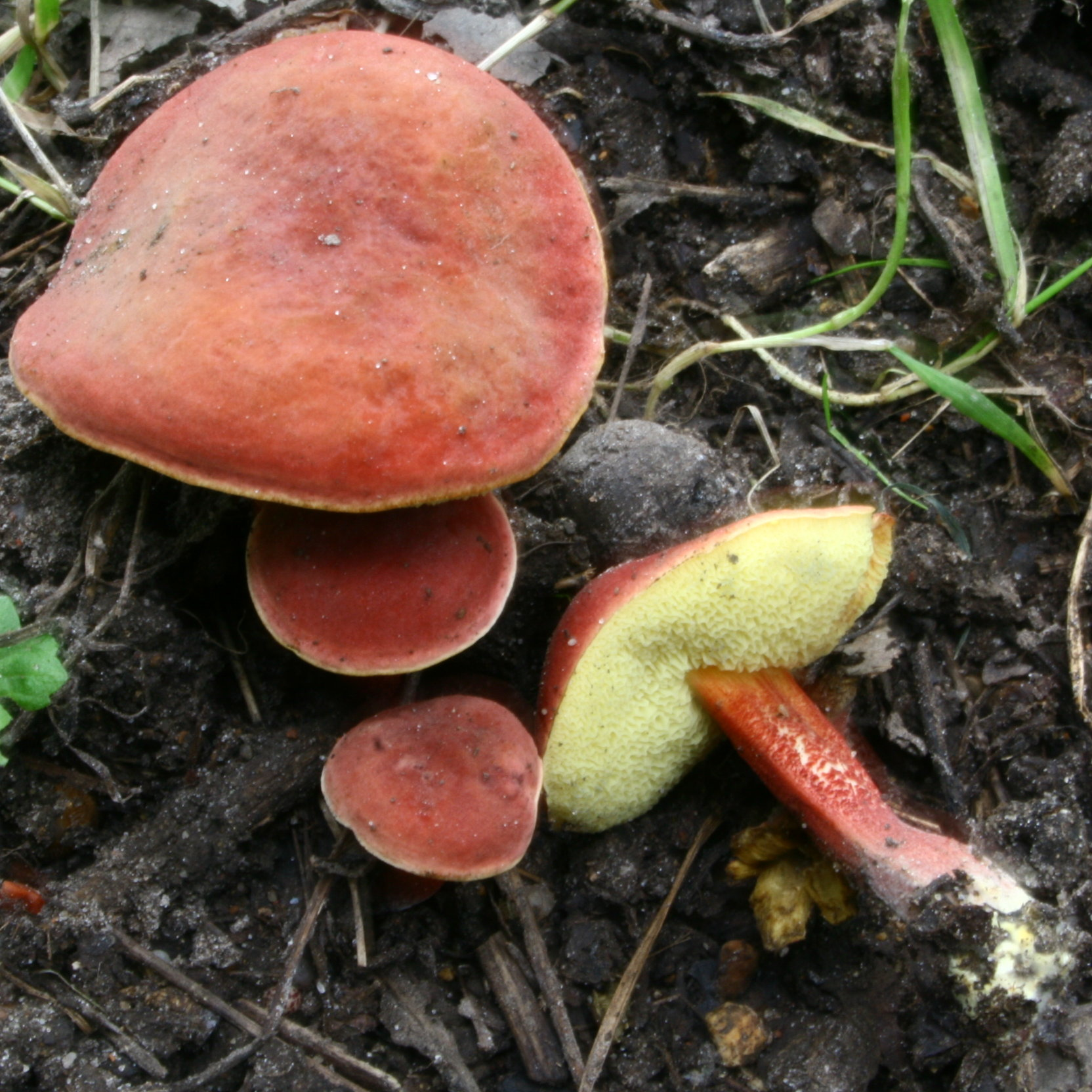
Xerocomus rubellus

## Valorificare
Potrivit „raportului de cercetare” al Universității din Iași, untoasa iute este o ciupercă cu comestibilitate mediocră. 
Și într-adevăr, deci crud foarte piperate, ciupercile își pierde mult din iuțimea lor după preparare, devenind în gust chiar ceva fade, dacă sunt tăiate fin precum fierte destul de bine sau uscate. Gustul iute rămâne, dacă sunt numai fripte la grătar sau prăjite în tigaie.
Este un indicator bun pentru prezența posibilă a lui Boletus edulis (hrib cenușiu).